# 12. travnja
12. travnja (12. 4.) 102. je dan godine po gregorijanskom kalendaru (103. u prijestupnoj godini).
Do kraja godine imaju još 263 dana.

## Događaji
- 467. – Antemije je postao car Zapadnog Rimskog Carstva.
- 1204. – Križari u Četvrtom križarskom ratu osvojili Carigrad.
- 1633. – Inkvizicija je započela službeno ispitivanje Galilea Galileija.
- 1861. – Započeo Američki građanski rat napadom Južnjačke vojske na tvrđavu Fort Sumter u luci Charleston, Južna Karolina
- 1877. – Velika Britanija anektirala Transvaalsku Republiku.
- 1941. – Wehrmacht u Drugom svjetskom ratu ušao u Beograd.
- 1945. – Vukovarska kristalna noć, u kojoj su bez suđenja nestala 92 Vukovarca, a dan poslije još njih 98 je smaknuto.
- 1961. – Sovjetski kozmonaut Jurij Gagarin postao je prvi čovjek koji je odletio u svemir.
- 1970. – Američka pravoslavna Crkva dobila autokefalnost.
- 1981. – Columbia, prvi Space Shuttle, lansiran je na prvi let.
- 2002. – Puč protiv Huga Cháveza u Venezueli*
- 2015. – Papa Franjo proglasio crkvenim naučiteljem sv. Grgura iz Nareka, armenskog monaha, pjesnika i mistika iz 10. stoljeća, na misi u bazilici sv. Petra, povodom 100. obljetnice genocida nad Armencima.[1]

| - 1577. – Kristijan IV., danski kralj († 1648.) - 1707. – Henry Fielding, engleski književnik († 1754.) - 1748. – Antoine Laurent de Jussieu – francuski botaničar († 1836.) - 1823. – Aleksander Nikolajevič Ostrovski, ruski književnik († 1886.) - 1851. – Edward Walter Maunder, engleski astronom († 1928.) - 1871. – Joannis Metaxas, grčki političar († 1941.) - 1884. – Otto Fritz Meyerhof, njemački liječnik, nobelovac († 1951.) - 1885. – Robert Delaunay, francuski slikar († 1941.) - 1917. – Robert Manzon, francuski automobilist († 2015.) - 1923. – Maria Callas, američka operna pjevačica († 1977.) - 1933. – Montserrat Caballé, katalonska operna pjevačica († 2018.) - 1940. – Herbie Hancock, jazz pijanist i skladatelj - 1941. – Bobby Moore, engleski nogometaš i trener († 1993.) - 1944. – Željko Malnar, hrvatski putopisac, svjetski putnik i TV-voditelj († 2013.) - 1946. – Ed O'Neill, američki glumac - 1947. – David Letterman, američki komičar i voditelj - 1950. – Mirjana Šegrt, hrvatska plivačica - 1956. – Andy Garcia, američki glumac - 1971. – Shannen Doherty, američka glumica - 1979. – Claire Danes, američka glumica - 1981. – Jurij Borzakovski, ruski atletičar - 1983. – Jelena Dokić, australska i srbijanska tenisačica | - 352. – Julije I., papa - 370. – Sveti Zenon, kršćanski svetac i osmi biskup Verone (* 300.) - 901. – Eudokija Baïana, bizantska carica - 1256. – Margareta Burbonska, kraljica Navare - 1555. – Ivana I. Kastilijska, kastiljska kraljica (* 1479.) - 1704. – Jacques-Bénigne Bossuet, francuski pisac i teolog (* 1627.) - 1748. – William Kent, engleski arhitekt (* 1685.) - 1817. – Charles Messier, francuski astronom (* 1730.) - 1878. – William M. Tweed, američki političar (* 1823.) - 1921. – Anton Števanec, slovenski pisac i učitelj u Mađarskoj (* 1861.) - 1927. – Sv. Josip Moscati, talijanski liječnik (* 1880.) - 1945. – Franklin Delano Roosevelt, američki političar (* 1882.) - 1961. – Nils-Eric Fougstedt, finski dirigent i skladatelj (* 1910.) - 1962. – Ron Flockhart, britanski automobilist (* 1923.) - 1975. – Josephine Baker, američka glumica (* 1906.) - 1980. – William R. Tolbert, mlađi, liberijski političar (* 1913.) - 1981. – Joe Louis, američki boksač (* 1914.) - 1984. – Stjepan Mihalić, hrvatski književnik (* 1901.) - 1988. – Alan Paton, južnoafrički književnik (* 1903.) - 1989. – Sugar Ray Robinson, američki boksač (* 1921.) - 1992. – Ilario Bandini, talijanski proizvođač automobila (* 1911.) - 1997. – George Wald, američki fiziolog i nobelovac (* 1906.) - 2020. – Stirling Moss, britanski vozač Formule 1 (* 1929.) |

## Blagdani i spomendani
- Jurijeva noć